# Josani, Hunedoara
Josani este un sat în comuna Pestișu Mic din județul Hunedoara, Transilvania, România. Se află în partea de vest a județului, în depresiunea Hunedoara.

## Imagini

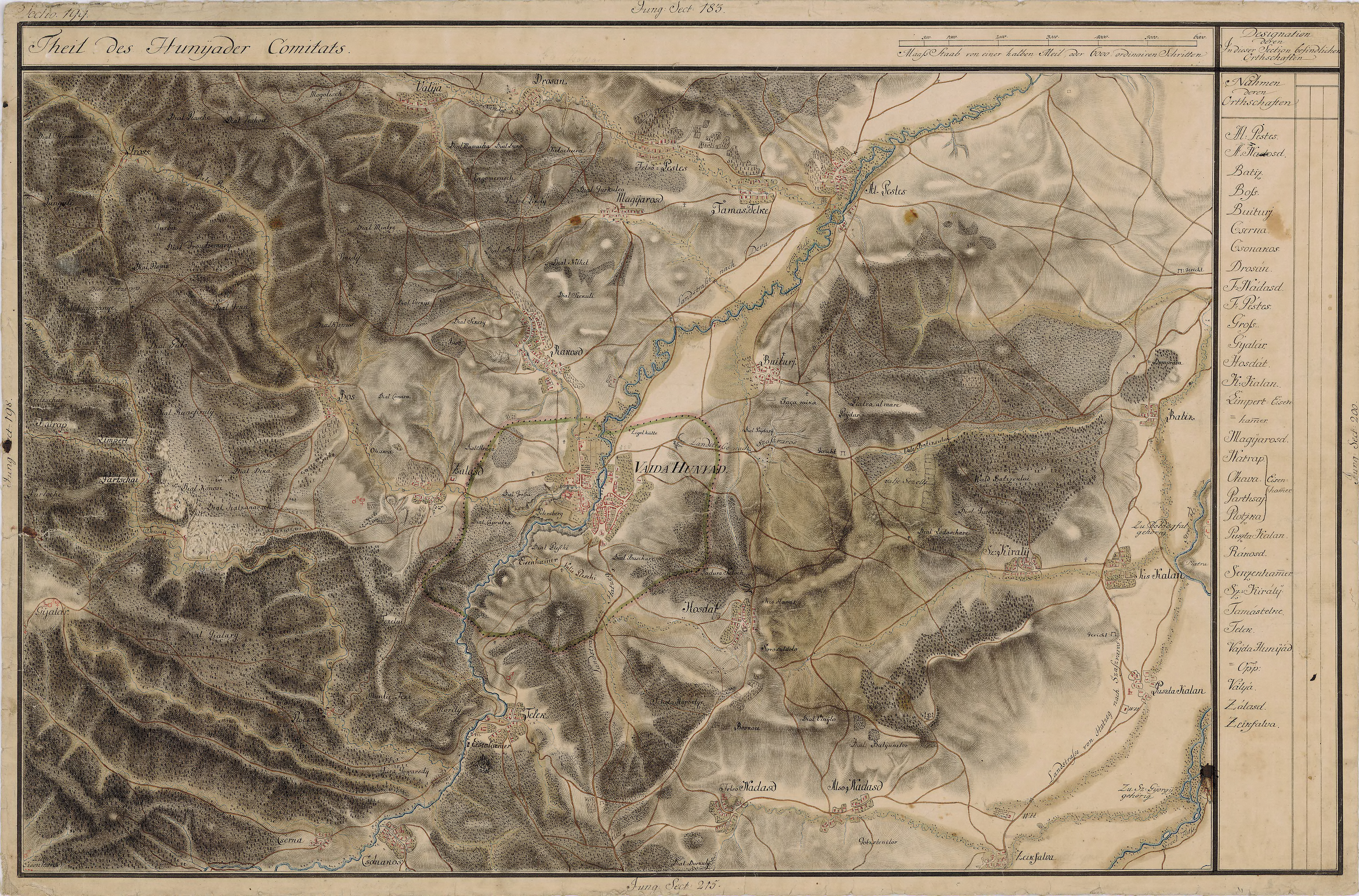
Josani în Harta Iosefină a Transilvaniei, 1769-1773